# サマール海

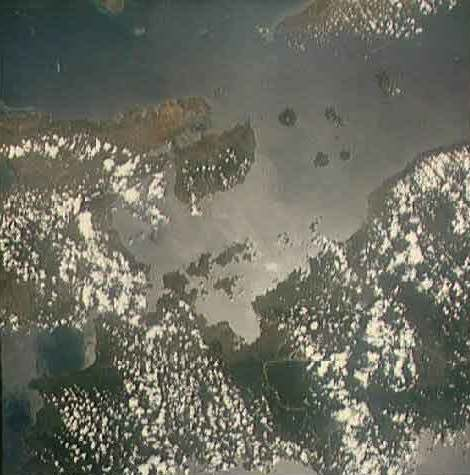
サマール海の衛星写真（北が右側）。南のレイテ島、東のサマール島、北のルソン島などに囲まれた海域である

サマール海（サマールかい、英語: Samar Sea）は、フィリピンの中部にある、ルソン島とビサヤ諸島に挟まれた小さな海域である。
東にサマール島、南にレイテ島、西にマスバテ島、北にルソン島がある。北にある、ルソン島とサマール島の間のサンベルナルジノ海峡でフィリピン海（太平洋）につながり、南東のレイテ湾にはサン・ファニーコ海峡でつながる。南西はビサヤン海、北西はマスバテ海峡とティカオ海峡を通じてシブヤン海につながる。
サマール海の南側にはビリラン島（ビリラン州）が浮かぶ。